# Pinyo Inpinit
Pinyo Inpinit (Thai ภิญโญ อินพินิจ, sinh ngày 1 tháng 7 năm 1993) là một cầu thủ bóng đá từ Thái Lan. Hiện tại anh thi đấu cho Air Force Central ở Giải bóng đá Ngoại hạng Thái Lan.

## Sự nghiệp quốc tế
Pinyo Inpinit thi đấu cho Đội tuyển bóng đá U-20 quốc gia Thái Lan, gần đây anh thi đấu ở Vòng loại Giải vô địch bóng đá U-19 châu Á 2012. Anh ra mắt cho đội một với tư cách dự bị trước Trung Quốc năm 2013. Anh đại diện U-23 Thái Lan ở Đại hội thể thao châu Á 2014. Pinyo cũng là một phần của đội hình sơ loại Thái Lan ở Giải vô địch bóng đá Đông Nam Á 2014.
Anh đoạt chức vô địch Đại hội Thể thao Đông Nam Á 2015 với U-23 Thái Lan.

### Đội tuyển chọn Thái Lan
Pinyo là thành viên của đội tuyển chọn Thái Lan tham gia Merdeka Tournament 2013.

### Quốc tế
Tính đến 12 tháng 11 năm 2015
| Đội tuyển quốc gia | Năm  | Số trận | Bàn thắng |
| ------------------ | ---- | ------- | --------- |
| Thái Lan           | 2013 | 1       | 0         |
| Thái Lan           | 2014 | 3       | 0         |
| Thái Lan           | Tổng | 4       | 0         |

## Bàn thắng quốc tế

### U-23
| Pinyo Inpinit – bàn thắng cho U-23 Thái Lan | Pinyo Inpinit – bàn thắng cho U-23 Thái Lan | Pinyo Inpinit – bàn thắng cho U-23 Thái Lan | Pinyo Inpinit – bàn thắng cho U-23 Thái Lan | Pinyo Inpinit – bàn thắng cho U-23 Thái Lan | Pinyo Inpinit – bàn thắng cho U-23 Thái Lan | Pinyo Inpinit – bàn thắng cho U-23 Thái Lan  | Pinyo Inpinit – bàn thắng cho U-23 Thái Lan |
| #                                           | Ngày                                        | Địa điểm                                    | Đối thủ                                     | Tỉ số                                       | Kết quả                                     | Giải đấu                                     |                                             |
| ------------------------------------------- | ------------------------------------------- | ------------------------------------------- | ------------------------------------------- | ------------------------------------------- | ------------------------------------------- | -------------------------------------------- | ------------------------------------------- |
| 1.                                          | 18 tháng 9 năm 2014                         | Incheon, Hàn Quốc                           | Đông Timor                                  | 3–0                                         | 3–0                                         | Đại hội thể thao châu Á 2014                 |                                             |
| 2.                                          | 22 tháng 9 năm 2014                         | Incheon, Hàn Quốc                           | Indonesia                                   | 5–0                                         | 6–0                                         | Đại hội thể thao châu Á 2014                 |                                             |
| 3.                                          | 22 March 2015                               | Băng Cốc, Thái Lan                          | Việt Nam                                    | 3–0                                         | 3–1                                         | Giao hữu                                     |                                             |
| 4.                                          | 15 tháng 6 năm 2015                         | Kallang, Singapore                          | Myanmar                                     | 3–0                                         | 3–0                                         | Đại hội Thể thao Đông Nam Á 2015 Semi-finals |                                             |
| 5.                                          | 13 tháng 1 năm 2016                         | Doha, Qatar                                 | Ả Rập Xê Út                                 | 1–1                                         | 1–1                                         | Giải vô địch bóng đá U-23 châu Á 2016        |                                             |

## Danh hiệu

### Câu lạc bộ
Quốc tế
U-23 Thái Lan
- Sea Games  Huy chương Vàng (1); 2015